# Тринадесетото племе
„Тринадесетото племе“ (на английски: The Thirteenth Tribe) е книга на унгарско-британския писател Артур Кьостлер, издадена през 1976 година.
В нея той излага тезата, че евреите ашкенази произлизат не от древните израелтяни, а от хазарите, приели юдаизма и преселили се към Централна Европа през XII-XIII век. Заявеното намерение на автора е да обезсили расовите аргументи в полза на антисемитизма, но книгата е широко използвана от противниците на ционизма. Отзивите за „Тринадесетото племе“ в академичните среди са предимно отрицателни.